# Youri Chassin
Pour les articles homonymes, voir Chassin.
Youri Chassin, né le 21 avril 1977 à Sainte-Agathe-des-Monts, est un économiste et homme politique québécois.
Il est député de Saint-Jérôme à l'Assemblée nationale du Québec depuis l'élection du 1er octobre 2018. Élu sous la bannière de la Coalition avenir Québec, il quitte le caucus caquiste le 12 septembre 2024 pour siéger comme député indépendant.

## Biographie
Youri Chassin est né le 21 avril 1977 à Sainte-Agathe-des-Monts, dans les Laurentides. Il obtient un baccalauréat en économie et politique ainsi qu'une maîtrise en sciences économiques à l'Université de Montréal. Il travaille au Conseil du patronat du Québec, au CIRANO et il exerce les fonctions d'économiste et directeur de la recherche à l'Institut économique de Montréal, et il commente régulièrement les politiques publiques dans les médias.
Le 15 avril 2018, il annonce sa candidature pour la Coalition avenir Québec dans la circonscription de Saint-Jérôme.
Il est élu avec plus de 6 000 voix de majorité sur son plus proche adversaire, le député sortant Marc Bourcier.
Youri Chassin est réélu lors des élections du 3 octobre 2022. Le 20 octobre suivant, il est absent lors du dévoilement du nouveau conseil des ministres, déçu d'avoir été mis de côté. Le 4 novembre, il est nommé adjoint parlementaire au ministre de la Santé,.
Le 12 septembre 2024, il quitte la CAQ pour sièger comme indépendant citant son insatisfaction envers la gestion des finances publiques du gouvernement.

## Positions politiques
D'orientation libérale sur les questions économiques[réf. nécessaire], Youri Chassin plaide pour la diminution du nombre d’employés de la fonction publique, pour la production de pétrole au Québec, contre la taxe sur le carbone, contre la gratuité des Centres de la petite enfance (CPE) et pour la suppression des commissions scolaires.
Il se prononce également à plusieurs reprises contre la gestion de l'offre, que ce soit en dénonçant les « politiques néfastes de gestion de l'offre » ou en qualifiant la gestion de l'offre de « cartel légal ». Il prend également position en faveur de la privatisation d'entreprises publiques comme Hydro-Québec et la SAQ.
Il affirme que le Bureau d'audiences publiques sur l'environnement (BAPE) « est devenu toxique pour le développement économique en déviant (...) de sa mission » et il critique le Fonds vert tout en défendant l'existence de la bourse du carbone.

## Résultats électoraux
|                                                                                               | Nom                     | Parti            | Nombre de voix | %      | Maj.   |
| --------------------------------------------------------------------------------------------- | ----------------------- | ---------------- | -------------- | ------ | ------ |
|                                                                                               | Youri Chassin (sortant) | Coalition avenir | 20 527         | 50 %   | 12 800 |
|                                                                                               | Sandrine Michon         | Parti québécois  | 7 727          | 18,8 % | -      |
|                                                                                               | Marc-Olivier Neveu      | Québec solidaire | 6 411          | 15,6 % | -      |
|                                                                                               | Maxime Clermont         | Conservateur     | 3 998          | 9,7 %  | -      |
|                                                                                               | Martin Plante           | Libéral          | 1 858          | 4,5 %  | -      |
|                                                                                               | Marcella Bustamante     | Vert             | 517            | 1,3 %  | -      |
| Total                                                                                         | Total                   | Total            | 41 038         | 100 %  |        |
| Le taux de participation lors de l'élection était de 65,2 % et 610 bulletins ont été rejetés. |                         |                  |                |        |        |

|                                                                                               | Nom                     | Parti               | Nombre de voix | %      | Maj.  |
| --------------------------------------------------------------------------------------------- | ----------------------- | ------------------- | -------------- | ------ | ----- |
|                                                                                               | Youri Chassin           | Coalition avenir    | 17 225         | 43,7 % | 6 425 |
|                                                                                               | Marc Bourcier (sortant) | Parti québécois     | 10 800         | 27,4 % | -     |
|                                                                                               | Ève Duhaime             | Québec solidaire    | 6 243          | 15,9 % | -     |
|                                                                                               | Antoine Poulin          | Libéral             | 3 534          | 9 %    | -     |
|                                                                                               | Annabelle Desrochers    | Vert                | 677            | 1,7 %  | -     |
|                                                                                               | Normand Michaud         | Conservateur        | 345            | 0,9 %  | -     |
|                                                                                               | Sylvie Brien            | Citoyens au pouvoir | 294            | 0,7 %  | -     |
|                                                                                               | Christine Simon         | NPD Québec          | 141            | 0,4 %  | -     |
|                                                                                               | Giuseppe Starnino       | Parti libre         | 123            | 0,3 %  | -     |
| Total                                                                                         | Total                   | Total               | 39 382         | 100 %  |       |
| Le taux de participation lors de l'élection était de 65,9 % et 707 bulletins ont été rejetés. |                         |                     |                |        |       |